# Somondoco

Localização de Somondoco no departamento de Boyacá.

Somondoco é um município no departamento de Boyacá, na Colômbia. Está a 131 km de Tunja, capital do departamento, e se distingue pela agricultura e por pratos típicos como o chicharrón de cuajada, um doce à base de coalhada e rapadura que imita a aparência de torresmo.

## História
A origem do povoado é indígena, anterior à conquista; sua organização e governo iniciais corresponderam ao sistema indígena operante, caracterizado pelo mando de um cacique do hoa de Chunsa.
O cacique Sumindoco, cujo nome originou o nome do município, era o dono das cobiçadas minas de pedra preciosa; os espanholes tomaram a via Sesquilé, Chocontá, Turmequé. No domínio do hoa, Quesada enviou uma comissão a Ordens do Capitão Pedro Fernández de Valenzuela a fim de que tomassem nota precisa do lugar onde se encontravam as esmeraldas. Fernández de Valenzuela cumpriu a promessa e voltou trazendo amostras das pedras preciosas.
Se diz que o Cacique Sumindoco se negou a dar informação ao Capitão Fernández de Valenzuela sobre o lugar exato onde se extraíam as esmeraldas, e por essa razão o capitão ordena sua execução; isso causou medo nos indígenas, que se viram obrigados a conduzi-los ao lugar onde se extraíam as pedras, e assim as amostras puderam ser levadas a Gonzalo Jiménez de Quesada.

Em uma volta pelo Vale de Tenza, o Libertador Bolívar chegou a Somondoco em 7 de fevereiro de 1821, permanecendo dois dias no local. O Libertador teve um quartel general, e ali foram assinados importantes documentos da época.